# Sambade
Sambade is een plaats (freguesia) in de Portugese gemeente Alfândega da Fé en telt 605 inwoners (2001).